# Wilhelm Janßen (Architekt)
Wilhelm Janßen (* 2. Oktober 1933 in Varel; † 4. April 2017 ebendort) war ein deutscher Architekt, Bauhistoriker und Hochschullehrer.

## Leben
Sein Studium an der Technischen Hochschule Braunschweig beendete er mit der Diplom-Hauptprüfung und schloss daran eine Promotion an.
Über viele Jahre lehrte er an der Fachhochschule Oldenburg Baukonstruktion, Entwerfen, Industriebau, Baugeschichte und alte Bautechnik, anschließend hatte er dort bis 2000 einen Lehrauftrag für alten Bautechniken und Bauaufnahme.
Sein besonderes Interesse galt weiterhin seinem Geburtsort, über dessen Geschichte er zahlreiche Bücher veröffentlichte, und in dem er auch wieder wohnte.

## Familie
Wilhelm Janßen war verheiratet und hatte zwei Söhne, von denen einer, Claas Janßen, mit Illustrationen zu seinen Publikationen beitrug.

## Schriften
- Burg und Schloss Neuenburg. Entstehungs- und Baugeschichte. Holzberg Verlag, Oldenburg 1978, ISBN 3-87358-099-3.
- Bauten in Varel aus acht Jahrhunderten. Holzberg Verlag, Oldenburg 1980, ISBN 3-87358-127-2.
- Städtebauliche Entwicklungsgeschichte von Varel. Holzberg Verlag, Oldenburg 1982, ISBN 3-87358-164-7.
- Die Schlosskirche Varel und ihre Baugeschichte. Holzberg Verlag, Oldenburg 1986, ISBN 3-87358-273-2.
- Der Ellenser Damm und seine Befestigungen. Isensee Verlag, Oldenburg 1997, ISBN 3-89598-465-5.
- Vareler Gewerbebetriebe 1800 bis 1930. Eine Auswahl von Betrieben, die für den Beginn der industriellen Entwicklung Varels im Handwerk und Kleingewerbe, in der Industrie und in Dienstleistungsbereichen von besonderer Bedeutung gewesen sind. Isensee Verlag, Oldenburg 2007, ISBN 978-3-89995-460-9.
- Der Schlossplatz in Varel. Ein Beitrag zu den Bauten des Historismus nach dem Abbruch der Schlossanlage. Isensee Verlag, Oldenburg, 2011, ISBN 978-3-89995-803-4.